# Аксель-Герман Нільссон
Аксель-Герман Нільссон (швед. Axel-Herman Nilsson; 31 грудня 1894 року, Стокгольм — 12 травня 1969 року, Стокгольм) — шведський двоборець та стрибун на лижах з трампліна. Учасник двох Олімпіад.

## Кар'єра
Аксель-Герман Нільссон народився у Стокгольмі та виступав за лижне відділення клубу Юргорден ІФ. Три роки поспіль він ставав чемпіоном Швеції у стрибках з трампліна. Брав участь у двох перших зимових Олімпіадах. У Олімпійських іграх 1924 року у Шамоні Аксель-Герман Нільссон брав участь у двох змаганнях, у кожному з них він виявився кращим ненорвезьким спортсменом. У змаганнях з лижного двоборства він посів п'яте місце, після чотирьох норвежців. У стрибках з трампліна він посів шосте місце, крім представників Норвегії, поступившись Андерсу Гаугену, американцю норвезького походження. На наступних Олімпійських іграх, Аксель-Герман Нільссон брав участь лише у стрибках з трампліна, де посів четверте місце.